# Агрон, Гершон
Гершон Агрон (урожд. Агронский (27 декабря 1893, Мена — 1 ноября 1959, Иерусалим) — израильский журналист, основатель и редактор газеты Palestine Post (впоследствии The Jerusalem Post), глава разъяснительной деятельности в министерстве премьер министра Израиля в 1949—1951, общественный деятель, и Мэр Иерусалима (1955—1959).

## Биография
Родился в местечке Мена в семье Иехуды Агронского и Шейндел Миренберг. Получил традиционное еврейское образование в Кролевце.
В 1906 семейство Агронских эмигрировало в США. Несмотря на свой юный возраст, принимал активное участие в сионистском движении в Пенсильвании, был делегатом на ежегодной конференции в Бостоне (1915). С 1915 писал статьи в газете «Вельт идише» (Филадельфия). В 1917 редактировал газету «Дос идише фолк мьюзик».
В 1918 вступил в Еврейский легион. После демобилизации в 1924 переехал в Эрец-Исраэль. В 1920 руководил пресс-службой Всемирной сионистской организации. В период с 1921 по 1924 руководил Еврейским телеграфным агентством в Нью-Йорке. В 1932 году основатель и первый редактор англоязычной газеты «The Palestine Post», которая в 1950 году была переименована в «The Jerusalem Post».
Неоднократно был посланником Всемирной сионистской организации. Был членом делегации Еврейского агентства на конференции ООН в Сан-Франциско. В 1949—1951 возглавлял Государственную информационную службу Израиля.
Член Президиума Союза журналистов Израиля.
Его именем названа улица в Иерусалиме и Бейт Агрон (штаб-квартира Ассоциации израильской прессы).
Племянник — Мартин Агронский.

## Смерть
Умер 1 ноября 1959 года в Иерусалиме незадолго до выборов от осложнений, вызванных заболеванием желтухи. Похоронен на кладбище Хар ха-Менухот в Иерусалиме.